# Eskilstuna valkrets
Eskilstuna valkrets var en särskild valkrets vid riksdagsvalen till andra kammaren 1897-1908 med ett mandat. Eskilstuna hade tidigare tillhört Eskilstuna och Strängnäs valkrets. Från och med valet 1911 ingick Eskilstuna i Södermanlands läns norra valkrets.

## Riksdagsmän
- Adolf Aulin, folkp (1897-1899)
- Gustaf Österberg, folkp 1900, lib s 1900-1905 (1900-1905)
- Evald Krispin Kropp, s (1906-1911)

## Valresultat

### 1896
| Andrakammarvalet i Sverige 1896: Eskilstuna valkrets | Andrakammarvalet i Sverige 1896: Eskilstuna valkrets | Andrakammarvalet i Sverige 1896: Eskilstuna valkrets | Andrakammarvalet i Sverige 1896: Eskilstuna valkrets | Andrakammarvalet i Sverige 1896: Eskilstuna valkrets |
| Kandidat                                             | Kandidat                                             | Röster                                               | Röster                                               | Röster                                               |
| Kandidat                                             | Kandidat                                             | Antal                                                | %                                                    | +− %                                                 |
| ---------------------------------------------------- | ---------------------------------------------------- | ---------------------------------------------------- | ---------------------------------------------------- | ---------------------------------------------------- |
|                                                      | Adolf Aulin (Folkpartiet)                            | 547                                                  | 67,0                                                 |                                                      |
|                                                      | Erik Anton Berg (kons.)                              | 269                                                  | 33,0                                                 |                                                      |
| Antal giltiga röster                                 | Antal giltiga röster                                 | 816                                                  |                                                      |                                                      |
| Kasserade röster                                     | Kasserade röster                                     | 0                                                    |                                                      |                                                      |
| Totalt                                               | Totalt                                               | 816                                                  |                                                      |                                                      |

Valet ägde rum den 16 september 1896. Valdeltagandet var 81,2%.

### 1899
| Andrakammarvalet i Sverige 1899: Eskilstuna valkrets | Andrakammarvalet i Sverige 1899: Eskilstuna valkrets | Andrakammarvalet i Sverige 1899: Eskilstuna valkrets | Andrakammarvalet i Sverige 1899: Eskilstuna valkrets | Andrakammarvalet i Sverige 1899: Eskilstuna valkrets |
| Kandidat                                             | Kandidat                                             | Röster                                               | Röster                                               | Röster                                               |
| Kandidat                                             | Kandidat                                             | Antal                                                | %                                                    | +− %                                                 |
| ---------------------------------------------------- | ---------------------------------------------------- | ---------------------------------------------------- | ---------------------------------------------------- | ---------------------------------------------------- |
|                                                      | Gustaf Österberg                                     | 657                                                  | 61,6                                                 |                                                      |
|                                                      | Fabian August Hjort (höger)                          | 213                                                  | 20,0                                                 |                                                      |
|                                                      | August Stålberg (höger)                              | 196                                                  | 18,4                                                 |                                                      |
| Antal giltiga röster                                 | Antal giltiga röster                                 | 1 066                                                |                                                      |                                                      |
| Kasserade röster                                     | Kasserade röster                                     | 1                                                    |                                                      |                                                      |
| Totalt                                               | Totalt                                               | 1 067                                                |                                                      |                                                      |

Valet ägde rum den 21 september 1899. Valdeltagandet var 76,2%.

### 1902
| Andrakammarvalet i Sverige 1902: Eskilstuna valkrets | Andrakammarvalet i Sverige 1902: Eskilstuna valkrets | Andrakammarvalet i Sverige 1902: Eskilstuna valkrets | Andrakammarvalet i Sverige 1902: Eskilstuna valkrets | Andrakammarvalet i Sverige 1902: Eskilstuna valkrets |
| Kandidat                                             | Kandidat                                             | Röster                                               | Röster                                               | Röster                                               |
| Kandidat                                             | Kandidat                                             | Antal                                                | %                                                    | +− %                                                 |
| ---------------------------------------------------- | ---------------------------------------------------- | ---------------------------------------------------- | ---------------------------------------------------- | ---------------------------------------------------- |
|                                                      | Gustaf Österberg                                     | 893                                                  | 99,1                                                 | ▲37,5                                                |
|                                                      | Närmaste kandidat                                    | 2                                                    | 0,2                                                  |                                                      |
|                                                      | Övriga kandidater                                    | 6                                                    | 0,7                                                  |                                                      |
| Antal giltiga röster                                 | Antal giltiga röster                                 | 901                                                  |                                                      |                                                      |
| Kasserade röster                                     | Kasserade röster                                     | 0                                                    |                                                      |                                                      |
| Totalt                                               | Totalt                                               | 901                                                  |                                                      |                                                      |

Valet ägde rum den 18 september 1902. Valdeltagandet var 47,4%.

### 1905
| Andrakammarvalet i Sverige 1905: Eskilstuna valkrets | Andrakammarvalet i Sverige 1905: Eskilstuna valkrets | Andrakammarvalet i Sverige 1905: Eskilstuna valkrets | Andrakammarvalet i Sverige 1905: Eskilstuna valkrets | Andrakammarvalet i Sverige 1905: Eskilstuna valkrets |
| Kandidat                                             | Kandidat                                             | Röster                                               | Röster                                               | Röster                                               |
| Kandidat                                             | Kandidat                                             | Antal                                                | %                                                    | +− %                                                 |
| ---------------------------------------------------- | ---------------------------------------------------- | ---------------------------------------------------- | ---------------------------------------------------- | ---------------------------------------------------- |
|                                                      | Evald Krispin Kropp                                  | 828                                                  | 49,6                                                 |                                                      |
|                                                      | Carl Gustaf Ekman (liberal)                          | 628                                                  | 37,6                                                 |                                                      |
|                                                      | August Stålberg (höger)                              | 213                                                  | 12,8                                                 |                                                      |
| Antal giltiga röster                                 | Antal giltiga röster                                 | 1 669                                                |                                                      |                                                      |
| Kasserade röster                                     | Kasserade röster                                     | 3                                                    |                                                      |                                                      |
| Totalt                                               | Totalt                                               | 1 672                                                |                                                      |                                                      |

Valet ägde rum den 14 september 1905. Valdeltagandet var 83,2%.

### 1908
| Andrakammarvalet i Sverige 1908: Eskilstuna valkrets | Andrakammarvalet i Sverige 1908: Eskilstuna valkrets | Andrakammarvalet i Sverige 1908: Eskilstuna valkrets | Andrakammarvalet i Sverige 1908: Eskilstuna valkrets | Andrakammarvalet i Sverige 1908: Eskilstuna valkrets |
| Kandidat                                             | Kandidat                                             | Röster                                               | Röster                                               | Röster                                               |
| Kandidat                                             | Kandidat                                             | Antal                                                | %                                                    | +− %                                                 |
| ---------------------------------------------------- | ---------------------------------------------------- | ---------------------------------------------------- | ---------------------------------------------------- | ---------------------------------------------------- |
|                                                      | Evald Krispin Kropp                                  | 2 179                                                | 61,8                                                 | ▲12,2                                                |
|                                                      | Carl Gustaf Ekman (liberal)                          | 945                                                  | 26,8                                                 | ▼10,8                                                |
|                                                      | Carl August von Friesendorff (höger)                 | 400                                                  | 11,4                                                 |                                                      |
| Antal giltiga röster                                 | Antal giltiga röster                                 | 3 524                                                |                                                      |                                                      |
| Kasserade röster                                     | Kasserade röster                                     | 5                                                    |                                                      |                                                      |
| Totalt                                               | Totalt                                               | 3 529                                                |                                                      |                                                      |

Valet ägde rum den 24 september 1908. Valdeltagandet var 73,0%.